# Хёглер, Грегор
Грегор Хёглер (нем. Gregor Högler; род. 27 июня 1972, Вена) — австрийский легкоатлет, специалист по метанию копья. Выступал за сборную Австрии по лёгкой атлетике в 1990-х и 2000-х годах, серебряный и бронзовый призёр Всемирных Универсиад, многократный победитель и призёр первенств национального значения, действующий рекордсмен страны, участник летних Олимпийских игр в Сиднее. Тренер по лёгкой атлетике, спортивный функционер.

## Биография
Грегор Хёглер родился 27 июня 1972 года в Вене, Австрия. Занимался лёгкой атлетикой в столичном клубе LCC Wien.
Выступал на международном уровне в составе австрийской сборной с 1995 года, в частности в этом сезоне метал копьё на чемпионате мира в Гётеборге. Будучи студентом, представлял Австрию на Всемирной Универсиаде в Фукуоке, где завоевал серебряную награду в зачёте метания копья.
В 1997 году закрыл десятку сильнейших на чемпионате мира в Афинах, взял бронзу на Всемирной Универсиаде в Катании.
На чемпионате Европы 1998 года в Будапеште стал десятым.
В 1999 году выиграл серебряную медаль на Всемирной Универсиаде в Пальме, тогда как на чемпионате Австрии в Капфенберге превзошёл всех соперников и установил ныне действующий национальный рекорд в метании копья — 84,03 метра. Принимал участие в чемпионате мира в Севилье.
Благодаря череде успешных выступлений в 2000 году удостоился права защищать честь страны на летних Олимпийских играх в Сиднее — на предварительном квалификационном этапе метнул копьё на 80,89 метра, чего оказалось недостаточно для выхода в финальную стадию соревнований.
В 2001 году выиграл серебряную медаль на впервые проводившемся Европейском вызове по зимним метаниям в Ницце.
В 2002 году метал копьё на чемпионате Европы в Мюнхене, в финал не вышел.
Впоследствии ещё в течение многих лет оставался действующим спортсменом и продолжал выступать на различных соревнованиях национального уровня. В общей сложности Хёглер 14 раз становился чемпионом Австрии в метании копья (1993—2003, 2006, 2008, 2010), имеет в послужном списке множество серебряных и бронзовых наград. Завершил спортивную карьеру по окончании сезона 2016 года.
Проявил себя на тренерском поприще, занимался подготовкой таких известных метателей как Лукас Вайсхайдингер, Герхард Майер, Элизабет Пауэр, Ивона Дадич и др. Занимал должность вице-президента Федерации лёгкой атлетики Австрии.